# جی‌اس‌اکس
جی‌اس‌اکس (跟谁学) شرکت فناوری اطلاعات چینی است، که در سال ۲۰۱۴ تأسیس شد.